# Nova Hedwigia
Nova Hedwigia – recenzowane czasopismo naukowe publikujące oryginalne artykuły na temat aktualnych zagadnień w zakresie taksonomii, morfologii, budowy mikroskopowej i ekologii wszystkich grup plechowców, w tym sinic i grzybów. Drukuje zdjęcia wysokiej jakości, dzięki czemu szczególnie nadaje się do prezentacji zdjęć mikroskopowych oraz skaningowych i zdjęć z mikroskopu elektronowego. 
Nova Hedwigia wychodzi dwa razy w roku. Każdy tom składa się z dwóch podwójnych numerów z około 550 stron. Jest fakturowana według tomu w momencie publikacji pierwszego numeru danego tomu. Można zamówić dowolny tom. Od 1959 roku prawie wszystkie wydania są dostępne. Możliwe jest również pobranie publikacji przez internet.
Nova Hedwigia przyjmuje również artykuły do publikacji. Długość artykułu jest ograniczona. Wszystkie przesłane artykuły podlegają wzajemnej weryfikacji. Ponieważ liczba artykułów publikowanych w Nova Hedwigia jest ograniczona, wychodzi dodatek uzupełniający pt. Beihefte zur Nova Hedwigia, w którym publikowane są bardziej obszerne prace monograficzne.